# Alexandra Schalaudek
Alexandra Schalaudek (* 2. September 1975 in München) ist eine deutsche Schauspielerin.

## Karriere
Mit 14 Jahren stand Schalaudek für den Film Land in Sicht vor der Kamera. Nach dem Schulabschluss wollte sie eine Laufbahn als Kamerafrau einschlagen, übernahm dann aber die Rolle der Anna Konrad in der Seifenoper Verbotene Liebe.
Seitdem ist Alexandra Schalaudek regelmäßig in TV- und Kinoproduktionen zu sehen, so z. B. in Lammbock an der Seite von Lucas Gregorowicz und Moritz Bleibtreu oder in Hochzeitspolka an der Seite von Christian Ulmen.

## Filmografie (Auswahl)
- 1990: Land in Sicht
- 1995–1997: Verbotene Liebe
- 1999: You Are Dead
- 2000: Der Kuss meiner Schwester
- 2000: Lava
- 2000: Adelheid und ihre Mörder – Tod in h-Moll
- 2001: Die Wunde
- 2001: Lammbock
- 2001: Polizeiruf 110: Jugendwahn
- 2002: Tatort: 1000 Tode
- 2002: Froschkönig
- 2002: Der Ermittler – Die Zeugin
- 2004: Polizeiruf 110: Das Zeichen
- 2005: Der Staatsanwalt – Henkersmahlzeit
- 2005: Unser Charly – Schmutzige Geschäfte
- 2005: Das Leben der Philosophen
- 2005: Rosamunde Pilcher – Der Himmel über Cornwall
- 2007: Rosamunde Pilcher – Sommer der Liebe
- 2008: 2er ohne
- 2008: Im Tal der wilden Rosen – Gipfel der Liebe
- 2008: In aller Freundschaft (Fernsehserie, Folge Nichts ist, wie es scheint)
- 2008: Notruf Hafenkante (Fernsehserie, Folge Wo ist Mama?)
- 2008: Marie Brand und die tödliche Gier
- 2009: Rosamunde Pilcher – Herzenssehnsucht
- 2010: Hochzeitspolka[1]
- 2011: Rosamunde Pilcher – Sonntagskinder
- 2011: Die Rosenheim-Cops – Mord ist aller Laster Anfang
- 2011: Kommissar Stolberg – Geld oder Liebe
- 2012: Eine Frau verschwindet
- 2012: Der Dicke – Wirre Zeiten
- 2013: SOKO Stuttgart – Tödliche Karriere
- 2014: Familie Dr. Kleist – Verantwortung
- 2014: Danni Lowinski – Im Namen des Herren
- 2014: Mord mit Aussicht – Tod eines Roadies
- 2014: Armans Geheimnis
- 2014: Sternstunde ihres Lebens
- 2015: Heldt – Bis zum letzten Tropfen
- 2015: ... und dann noch Paula – Symmetrie macht blind
- 2015–2017: Club der roten Bänder
- 2016: Rentnercops – Junimond
- 2018: Tatort: Sonnenwende
- 2018: Die Hälfte der Welt gehört uns – Als Frauen das Wahlrecht erkämpften (Dokudrama)
- 2019: Frühling – Weihnachtswunder
- 2019: Bettys Diagnose – Stillgestanden
- 2021: Kroymann (Satiresendung, 1 Folge)
- 2022: Tatort: Liebe mich!
- 2022: In aller Freundschaft – Kopflos
- 2022: SOKO Köln – Todesfahrt
- 2023: Morden im Norden – Tiefer Fall
- 2023: Merz gegen Merz – Hochzeiten
- 2024: Hubert ohne Staller – Geständnis aus der Zukunft
- 2025: Marie Brand und das tote Au-pair
- 2025: Frühling: Ich suche dich!